# Fasxovka
Fasxovka (en rus: Фащёвка) és un poble de l'óblast de Lípetsk, a Rússia, que el 2013 tenia 2.000 habitants. Pertany al districte rural de Griazi.